# Kurakawa Yohei
Kurakawa Yohei (藏川 洋平 Kurakawa Yohei, sinh ngày 10 tháng 8 năm 1977 ở San'yō-Onoda, Yamaguchi) là một cầu thủ bóng đá và huấn luyện viên người Nhật Bản thi đấu cho Suzuka Unlimited FC.

## Thống kê sự nghiệp câu lạc bộ
Cập nhật đến ngày 23 tháng 2 năm 2017.
| Thành tích câu lạc bộ | Thành tích câu lạc bộ | Thành tích câu lạc bộ | Giải vô địch | Giải vô địch | Cúp                   | Cúp                   | Cúp Liên đoàn | Cúp Liên đoàn | Tổng cộng | Tổng cộng |
| Mùa giải              | Câu lạc bộ            | Giải vô địch          | Số trận      | Bàn thắng    | Số trận               | Bàn thắng             | Số trận       | Bàn thắng     | Số trận   | Bàn thắng |
| Nhật Bản              | Nhật Bản              | Nhật Bản              | Giải vô địch | Giải vô địch | Cúp Hoàng đế Nhật Bản | Cúp Hoàng đế Nhật Bản | J. League Cup | J. League Cup | Tổng cộng | Tổng cộng |
| --------------------- | --------------------- | --------------------- | ------------ | ------------ | --------------------- | --------------------- | ------------- | ------------- | --------- | --------- |
| 2000                  | Yokohama F. Marinos   | J1 League             | 0            | 0            | 0                     | 0                     | 0             | 0             | 0         | 0         |
| 2001                  | Gunma Horikoshi       | Prefectural Leagues   |              |              | 2                     | 3                     | -             | -             | 2         | 3         |
| 2002                  | Gunma Horikoshi       | JRL                   |              |              | 2                     | 0                     | -             | -             | 2         | 0         |
| 2003                  | Gunma Horikoshi       | JRL                   |              |              | -                     | -                     | -             | -             |           |           |
| 2004                  | Gunma Horikoshi       | JFL                   | 29           | 4            | 4                     | 1                     | -             | -             | 33        | 5         |
| 2005                  | Horikoshi             | JFL                   | 25           | 6            | 3                     | 0                     | -             | -             | 28        | 6         |
| 2006                  | Kashiwa Reysol        | J2 League             | 16           | 2            | 1                     | 0                     | -             | -             | 17        | 2         |
| 2007                  | Kashiwa Reysol        | J1 League             | 28           | 1            | 1                     | 0                     | 2             | 1             | 31        | 2         |
| 2008                  | Kashiwa Reysol        | J1 League             | 32           | 1            | 2                     | 0                     | 5             | 0             | 39        | 1         |
| 2009                  | Kashiwa Reysol        | J1 League             | 15           | 0            | 1                     | 0                     | 3             | 0             | 19        | 0         |
| 2010                  | Kashiwa Reysol        | J2 League             | 15           | 1            | 1                     | 0                     | -             | -             | 16        | 1         |
| 2011                  | Kashiwa Reysol        | J1 League             | 1            | 0            | 1                     | 0                     | 0             | 0             | 2         | 0         |
| 2012                  | Roasso Kumamoto       | J2 League             | 34           | 1            | 3                     | 0                     | -             | -             | 37        | 1         |
| 2013                  | Roasso Kumamoto       | J2 League             | 25           | 0            | 1                     | 0                     | -             | -             | 26        | 0         |
| 2014                  | Roasso Kumamoto       | J2 League             | 26           | 2            | 0                     | 0                     | -             | -             | 26        | 2         |
| 2015                  | Roasso Kumamoto       | J2 League             | 24           | 1            | 0                     | 0                     | -             | -             | 24        | 1         |
| 2016                  | Roasso Kumamoto       | J2 League             | 22           | 1            | 0                     | 0                     | -             | -             | 22        | 1         |
| Tổng                  | Tổng                  | Tổng                  | 292          | 20           | 22                    | 4                     | 10            | 1             | 324       | 25        |